# دوري الدرجة الثانية الياباني 2010
دوري الدرجة الثانية الياباني 2010 هو الموسم 12 من الدوري الياباني الدرجة الثانية. كان عدد الأندية المشاركة فيه 19، وفاز فيه كاشيوا ريسول.